# Игино (Сосковский район)
Игино — деревня в Сосковском районе Орловской области России. Входит в состав Кировского сельского поселения.

## География
Деревня находится в западной части Орловской области, в лесостепной зоне, в пределах восточного склона Среднерусской возвышенности, на правом берегу реки Крома, на расстоянии примерно 8 км (по прямой) к юго-юго-востоку от Сосково, административного центра района. Абсолютная высота — 207 м над уровнем моря.

### Климат
Климат умеренно континентальный, с умеренно холодной зимой и относительно тёплым летом. Среднегодовая температура воздуха — 5 °C. Средняя многолетняя температура самого холодного месяца (января) составляет −9,7 °С (абсолютный минимум — −32 °C), средняя температура самого тёплого (июля) — 19,2 °С (абсолютный максимум — 35,5 °C). Среднегодовое количество осадков составляет 490—590 мм, из которых большая часть выпадает в тёплый период. Устойчивый снежный покров сохраняется в течение 126 дней.

### Часовой пояс
Деревня Игино, как и вся Орловская область, находится в часовой зоне МСК (московское время). Смещение применяемого времени относительно UTC составляет +3:00.

## Население
| 2010 |
| ---- |
| 11   |

### Национальный состав
Согласно результатам переписи 2002 года, в национальной структуре населения русские составляли 93 % из 43 чел.